# 圣母领报堂 (阿雷佐)
圣母领报堂（Chiesa della Santissima Annunziata）是意大利阿雷佐的一座罗马天主教教堂，位于加里波第街（via Garibaldi）。
该堂是为1490年2月26日圣母落泪显圣而建，于1491年动工，文艺复兴风格。建筑师包括Bartolomeo Della Gatta和老安东尼奥·达·桑加罗。圣母玛利亚雕像由佛罗伦萨的米歇尔所作。

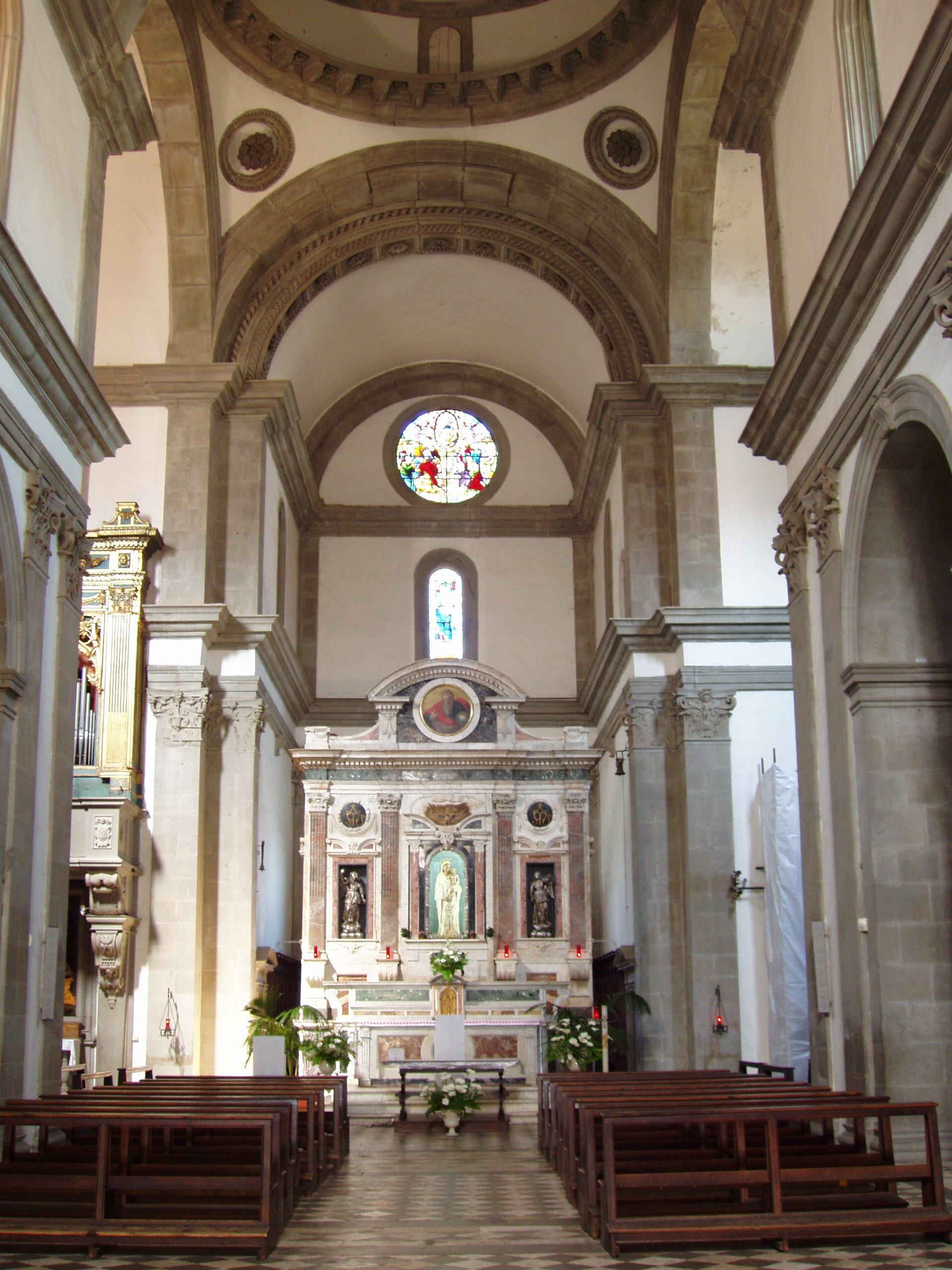
内部
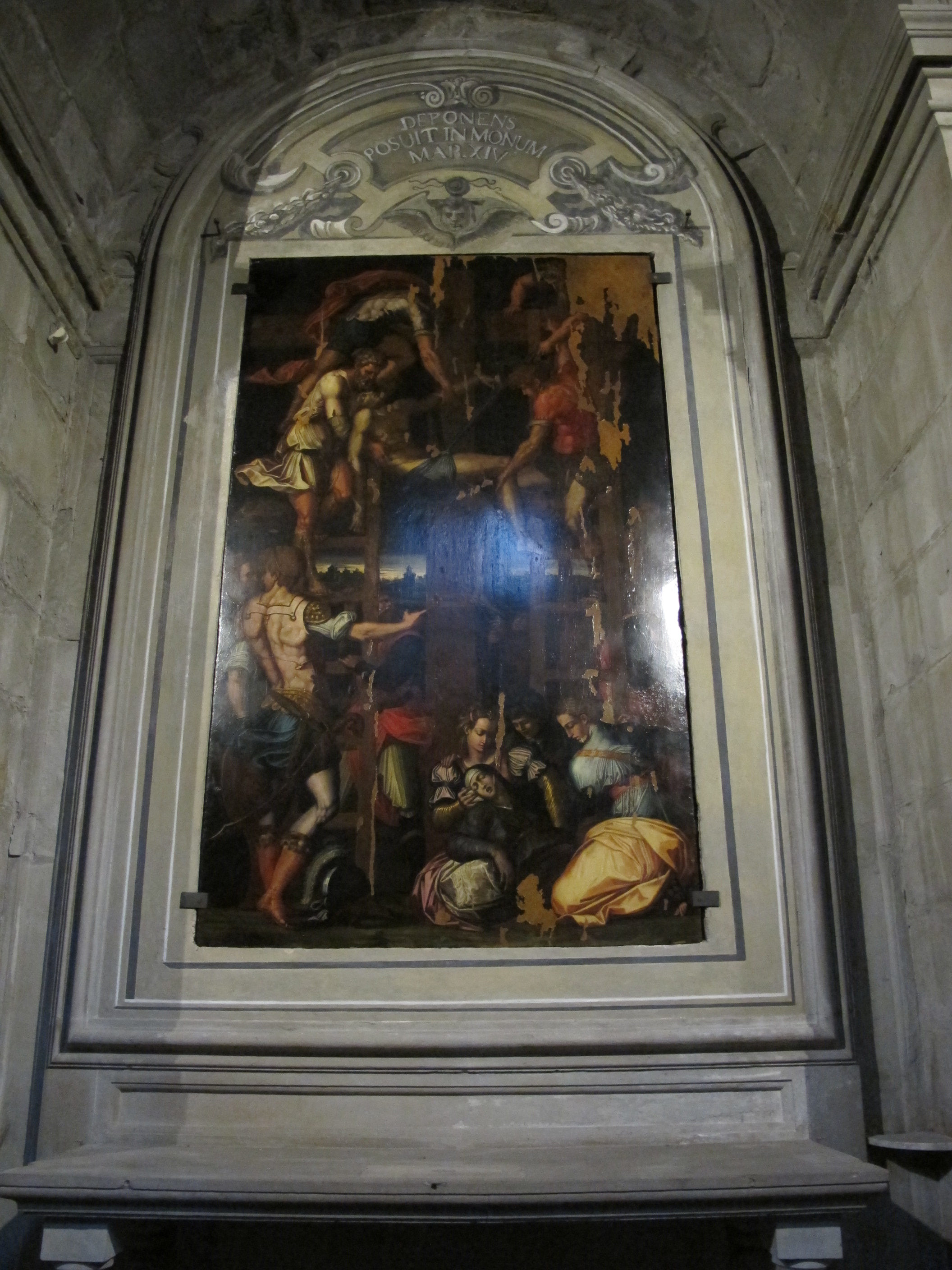
Deposizione，瓦萨里 (1529)
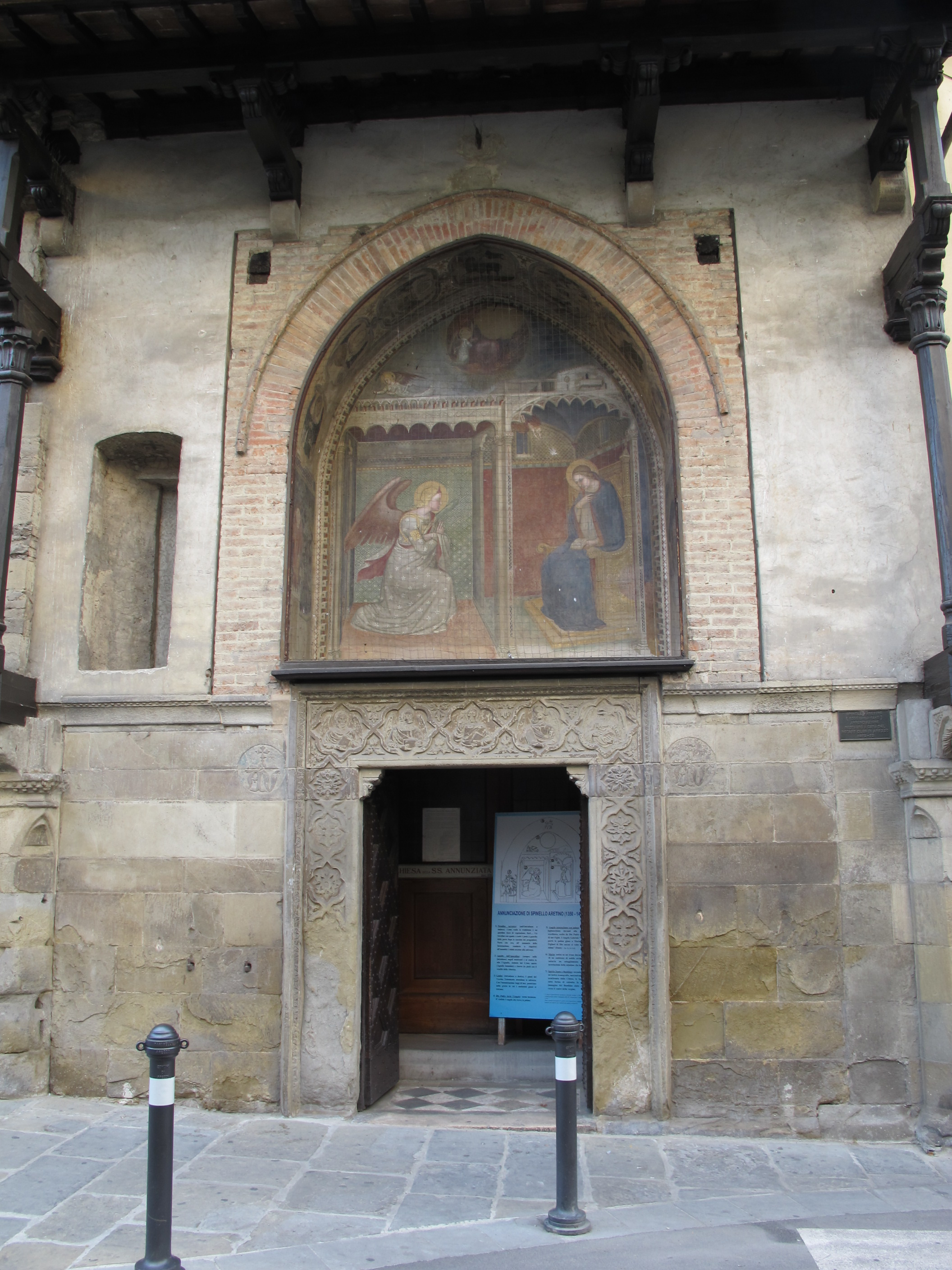
Annunciazione，Spinello Aretino (1370)